# Fußball-Club St. Pauli von 1910 2025-2026
Questa voce raccoglie le informazioni riguardanti il Fußball-Club St. Pauli von 1910 nelle competizioni ufficiali della stagione 2025-2026.

## Maglie e sponsor
Il fornitore tecnico per la stagione 2025-26 è Puma, mentre il main sponsor sulla maglia è Congstar.
| Casa | Trasferta | Terza divisa |

## Rosa
Dati aggiornati al 7 agosto 2025.
| N. |                        | Ruolo | Calciatore        |
| -- | ---------------------- | ----- | ----------------- |
| 1  | Germania (bandiera)    | P     | Ben Voll          |
| 2  | Grecia (bandiera)      | D     | Manolis Saliakas  |
| 3  | Estonia (bandiera)     | D     | Karol Mets        |
| 4  | Austria (bandiera)     | D     | David Nemeth      |
| 5  | Germania (bandiera)    | D     | Hauke Wahl        |
| 6  | Stati Uniti (bandiera) | C     | James Sands       |
| 7  | Australia (bandiera)   | C     | Jackson Irvine () |
| 8  | Svezia (bandiera)      | C     | Eric Smith        |
| 9  | Gambia (bandiera)      | A     | Abdoulie Ceesay   |
| 10 | Lussemburgo (bandiera) | A     | Danel Sinani      |
| 11 | Polonia (bandiera)     | D     | Arkadiusz Pyrka   |
| 14 | Galles (bandiera)      | D     | Fin Stevens       |
| 16 | Giappone (bandiera)    | C     | Joel Chima Fujita |
| 17 | Inghilterra (bandiera) | A     | Dapo Afolayan     |
| 18 | Scozia (bandiera)      | A     | Scott Banks       |

| N. |                                 | Ruolo | Calciatore           |
| -- | ------------------------------- | ----- | -------------------- |
| 20 | Svezia (bandiera)               | C     | Erik Ahlstrand       |
| 21 | Germania (bandiera)             | D     | Lars Ritzka          |
| 22 | Bosnia ed Erzegovina (bandiera) | P     | Nikola Vasilj        |
| 23 | Germania (bandiera)             | D     | Louis Oppie          |
| 24 | Australia (bandiera)            | C     | Connor Metcalfe      |
| 25 | Polonia (bandiera)              | D     | Adam Dźwigała        |
| 26 | Inghilterra (bandiera)          | A     | Ricky-Jade Jones     |
| 27 | Benin (bandiera)                | A     | Andréas Hountondji   |
| 28 | Francia (bandiera)              | A     | Mathias Pereira Lage |
| 30 | Austria (bandiera)              | P     | Simon Spari          |
| 34 | Austria (bandiera)              | D     | Jannik Robatsch      |
| 37 | Benin (bandiera)                | A     | Andréas Hountondji   |
| 38 | Germania (bandiera)             | A     | Romeo Aigbekaen      |
| 42 | Germania (bandiera)             | C     | Marwin Schmitz       |

## Trasferimenti
Dati aggiornati al 12 luglio 2025.

### Sessione estiva
| Acquisti         | Acquisti             | Acquisti           | Acquisti                                       |
| R.               | Nome                 | da                 | Modalità                                       |
| ---------------- | -------------------- | ------------------ | ---------------------------------------------- |
| C                | Joel Chima Fujita    | Sint-Truiden       | definitivo (3.5 milioni €)                     |
| D                | Louis Oppie          | Arminia Bielefeld  | definitivo (2 milioni €)                       |
| A                | Andréas Hountondji   | Burnley            | prestito oneroso (400 mila €)                  |
| D                | Jannik Robatsch      | Austria Klagenfurt | definitivo (400 mila €)                        |
| P                | Simon Spari          | Austria Klagenfurt | definitivo (200 mila €)                        |
| A                | Mathias Pereira Lage |                    | definitivo (svincolato)                        |
| D                | Arkadiusz Pyrka      |                    | definitivo (svincolato)                        |
| A                | Ricky-Jade Jones     |                    | definitivo (svincolato)                        |
| A                | Maurides             | Debrecen           | rientro prestito                               |
| Altre operazioni |                      |                    |                                                |
| R.               | Nome                 | da                 | Modalità                                       |
| A                | Morgan Guilavogui    | Lens               | definitivo (riscatto cartellino - 3 milioni €) |

| Cessioni         | Cessioni             | Cessioni       | Cessioni                                                     |
| R.               | Nome                 | a              | Modalità                                                     |
| ---------------- | -------------------- | -------------- | ------------------------------------------------------------ |
| D                | Philipp Treu         | Friburgo       | definitiva (5.5 milioni €)                                   |
| A                | Morgan Guilavogui    | Lens           | definitiva (esercizio opzione di riacquisto - 4.5 milioni €) |
| A                | Elias Saad           | Augusta        | definitiva (2 milioni €)                                     |
| A                | Maurides             | Radomiak Radom | definitiva (500 mila €)                                      |
| A                | Johannes Eggestein   |                | definitiva (svincolato)                                      |
| C                | Carlo Boukhalfa      |                | definitiva (svincolato)                                      |
| A                | Andreas Albers       |                | definitiva (svincolato)                                      |
| A                | Simon Zoller         |                | ritiro                                                       |
| P                | Eric Oelschlägel     |                | definitiva (svincolato)                                      |
| P                | Sascha Burchert      |                | ritiro                                                       |
| D                | Muhammad Dahaba      |                | riaggregato alle giovanili                                   |
| P                | Sören Ahlers         |                | ritiro                                                       |
| A                | Noah Weißhaupt       | Friburgo       | fine prestito                                                |
| C                | Robert Wagner        | Friburgo       | fine prestito                                                |
| D                | Siebe Van der Heyden | Maiorca        | fine prestito                                                |
| Altre operazioni |                      |                |                                                              |
| R.               | Nome                 | da             | Modalità                                                     |
| A                | Morgan Guilavogui    | Lens           | fine prestito                                                |

## Risultati
Dati aggiornati al 16 agosto 2025.

### Fußball-Bundesliga
Il 27 giugno 2025 è stato reso noto il calendario della Bundesliga 2025-26. Il cammino del St. Pauli comincerà in casa contro il Borussia Dortmund.
| Hamburg 23 agosto 2025, ore 18:30 CEST 1ª giornata | St. Pauli | – referto | Borussia Dortmund | Millerntor-Stadion |

| Hamburg 29 agosto 2025, ore 20:30 CEST 2ª giornata (Derby di Amburgo) | Amburgo | – referto | St. Pauli | Volksparkstadion |

| Hamburg 14 settembre 2025, ore 15:30 CEST 3ª giornata | St. Pauli | – referto | Augusta | Millerntor-Stadion |

| Stuttgart 19 settembre 2025, ore 20:30 CEST 4ª giornata | Stoccarda | – referto | St. Pauli | MHPArena |

| Hamburg 27 settembre 2025, ore 15:30 CEST 5ª giornata | St. Pauli | – referto | Bayer Leverkusen | Millerntor-Stadion |

| Bremen 3-5 ottobre 2025, ore --:-- CEST 6ª giornata | Werder Brema | – referto | St. Pauli | Weserstadion |

| Hamburgo 17-19 ottobre 2025, ore --:-- CEST 7ª giornata | St. Pauli | – referto | Hoffenheim | Millerntor-Stadion |

| Frankfurt 24-26 ottobre 2025, ore --:-- CEST 8ª giornata | Eintracht Francoforte | – referto | St. Pauli | Deutsche Bank Park |

| Hamburg 1-2 novembre 2025, ore --:-- CET 9ª giornata | St. Pauli | – referto | Borussia M'gladbach | Millerntor-Stadion |

| Freiburg im Breisgau 7-9 novembre 2025, ore --:-- CET 10ª giornata | Friburgo | – referto | St. Pauli | Europa-Park Stadion |

| Hamburg 21-23 novembre 2025, ore --:-- CET 11ª giornata | St. Pauli | – referto | Union Berlino | Millerntor-Stadion |

| München 28-30 novembre 2025, ore --:-- CET 12ª giornata | Bayern Monaco | – referto | St. Pauli | Allianz Arena |

| Köln 5-7 dicembre 2025, ore --:-- CET 13ª giornata | Colonia | – referto | St. Pauli | RheinEnergieStadion |

| Hamburg 12-14 dicembre 2025, ore --:-- CET 14ª giornata | St. Pauli | – referto | Heidenheim | Millerntor-Stadion |

| Mainz 19-21 dicembre 2025, ore --:-- CET 15ª giornata | Magonza | – referto | St. Pauli | Mewa Arena |

| Hamburg 9-11 gennaio 2026, ore --:-- CET 16ª giornata | St. Pauli | – referto | RB Lipsia | Millerntor-Stadion |

| Wolfsburg 13-15 gennaio 2026, ore --:-- CET 17ª giornata | Wolfsburg | – referto | St. Pauli | Wolkswagen Arena |

| Dortmund 16-18 gennaio 2026, ore --:-- CET 18ª giornata | Borussia Dortmund | – referto | St. Pauli | Signal Iduna Park |

| Hamburg 23-25 gennaio 2026, ore --:-- CET 19ª giornata (Derby di Amburgo) | St. Pauli | – referto | Amburgo | Millerntor-Stadion |

| Augsburg 30-31 gennaio 2026, ore --:-- CET 20ª giornata | Augusta | – referto | St. Pauli | WWK Arena |

| Hamburg 6-8 febbraio 2026, ore --:-- CET 21ª giornata | St. Pauli | – referto | Stoccarda | Millerntor-Stadion |

| Leverkusen 13-15 febbraio 2026, ore --:-- CET 22ª giornata | Bayer Leverkusen | – referto | St. Pauli | BayArena |

| Hamburg 20-22 febbraio 2026, ore --:-- CET 23ª giornata | St. Pauli | – referto | Werder Brema | Millerntor-Stadion |

| Sinsheim 27-29 febbraio 2026, ore --:-- CET 24ª giornata | Hoffenheim | – referto | St. Pauli | PreZero Arena |

| Hamburg 6-8 marzo 2026, ore --:-- CET 25ª giornata | St. Pauli | – referto | Eintracht Francoforte | Millerntor-Stadion |

| Mönchengladbach 13-15 marzo 2026, ore --:-- CET 26ª giornata | Borussia M'gladbach | – referto | St. Pauli | Borussia-Park |

| Hamburg 20-22 marzo 2026, ore --:-- CET 27ª giornata | St. Pauli | – referto | Friburgo | Millerntor-Stadion |

| Berlin 4-5 aprile 2026, ore --:-- CEST 28ª giornata | Union Berlino | – referto | St. Pauli | Stadion An der Alten Försterei |

| Hamburg 10-12 aprile 2026, ore --:-- CEST 29ª giornata | St. Pauli | – referto | Bayern Monaco | Millerntor-Stadion |

| Hamburg 17-19 aprile 2026, ore --:-- CEST 30ª giornata | St. Pauli | – referto | Colonia | Millerntor-Stadion |

| Heidenheim 24-26 aprile 2026, ore --:-- CEST 31ª giornata | Heidenheim | – referto | St. Pauli | Voith-Arena |

| Hamburg 2-3 maggio 2026, ore --:-- CEST 32ª giornata | St. Pauli | – referto | Magonza | Millerntor-Stadion |

| Leipzig 8-10 maggio 2026, ore --:-- CEST 33ª giornata | RB Lipsia | – referto | St. Pauli | Red Bull Arena |

| Hamburg 16 maggio 2026, ore 15:30 CEST 34ª giornata | St. Pauli | – referto | Wolfsburg | Millerntor-Stadion |

### DFB-Pokal
Come tutte le altre 64 squadre partecipanti al torneo, il St. Pauli ha cominciato la sua partecipazione in DFB-Pokal a partire dal primo turno.

#### Primo turno
Dal sorteggio, effettuato il 15 giugno 2025, il St. Pauli è stato accoppiato all'Eintracht Norderstedt.
| Arbitro: | Eric Weisbach |

|                                                  |                      |                                                  |
| P. Koch M. Frahm M. Brendel F. Gross J. Behounek | Tiri di rigore 2 – 3 | H. Wahl J.C. Fujita L. Oppie D. Sinani D. Nemeth |

Permanendo il risultato di parità (0–0) dopo la disputa dei tempi regolamentari e dei tempi supplementari, sono stati necessari i tiri di rigore dai quali è uscito vincitore il St. Pauli, che in tal modo ha eliminato l'Eintracht Norderstedt e si è qualificato al secondo turno di DFB-Pokal.

#### Secondo turno
Il sorteggio del secondo turno si terrà il 31 agosto 2025.

## Statistiche
Dati aggiornati al 16 agosto 2025.

### Statistiche di squadra
| Competizione | Punti | In casa | In casa | In casa | In casa | In casa | In casa | In trasferta | In trasferta | In trasferta | In trasferta | In trasferta | In trasferta | Totale | Totale | Totale | Totale | Totale | Totale | DR |
| Competizione | Punti | G       | V       | N       | P       | Gf      | Gs      | G            | V            | N            | P            | Gf           | Gs           | G      | V      | N      | P      | Gf     | Gs     | DR |
| ------------ | ----- | ------- | ------- | ------- | ------- | ------- | ------- | ------------ | ------------ | ------------ | ------------ | ------------ | ------------ | ------ | ------ | ------ | ------ | ------ | ------ | -- |
| Bundesliga   |       | 0       | 0       | 0       | 0       | 0       | 0       | 0            | 0            | 0            | 0            | 0            | 0            | 0      | 0      | 0      | 0      | 0      | 0      | 0  |
| DFB-Pokal    | -     | 0       | 0       | 0       | 0       | 0       | 0       | 1            | 0            | 1            | 0            | 0            | 0            | 1      | 0      | 1      | 0      | 0      | 0      | 0  |
| Totale       | -     | 0       | 0       | 0       | 0       | 0       | 0       | 1            | 0            | 1            | 0            | 0            | 0            | 1      | 0      | 1      | 0      | 0      | 0      | 0  |

### Andamento in campionato
| Giornata  | 1 | 2 | 3 | 4 | 5 | 6 | 7 | 8 | 9 | 10 | 11 | 12 | 13 | 14 | 15 | 16 | 17 | 18 | 19 | 20 | 21 | 22 | 23 | 24 | 25 | 26 | 27 | 28 | 29 | 30 | 31 | 32 | 33 | 34 |
| --------- | - | - | - | - | - | - | - | - | - | -- | -- | -- | -- | -- | -- | -- | -- | -- | -- | -- | -- | -- | -- | -- | -- | -- | -- | -- | -- | -- | -- | -- | -- | -- |
| Luogo     |   |   |   |   |   |   |   |   |   |    |    |    |    |    |    |    |    |    |    |    |    |    |    |    |    |    |    |    |    |    |    |    |    |    |
| Risultato |   |   |   |   |   |   |   |   |   |    |    |    |    |    |    |    |    |    |    |    |    |    |    |    |    |    |    |    |    |    |    |    |    |    |
| Posizione |   |   |   |   |   |   |   |   |   |    |    |    |    |    |    |    |    |    |    |    |    |    |    |    |    |    |    |    |    |    |    |    |    |    |

Legenda:

Luogo: C = Casa; T = Trasferta. Risultato: V = Vittoria; N = Pareggio; P = Sconfitta.

### Statistiche individuali
| Giocatore       | Bundesliga | Bundesliga | Bundesliga  | Bundesliga | DFB-Pokal | DFB-Pokal | DFB-Pokal   | DFB-Pokal  | Totale   | Totale | Totale      | Totale     |
| Giocatore       | Presenze   | Reti       | Ammonizioni | Espulsioni | Presenze  | Reti      | Ammonizioni | Espulsioni | Presenze | Reti   | Ammonizioni | Espulsioni |
| --------------- | ---------- | ---------- | ----------- | ---------- | --------- | --------- | ----------- | ---------- | -------- | ------ | ----------- | ---------- |
| D. Afolayan     | -          | -          | -           | -          | 1         | 0         | 0           | 0          | 1        | 0      | 0           | 0          |
| A. Ceesay       | -          | -          | -           | -          | 1         | 0         | 0           | 0          | 1        | 0      | 0           | 0          |
| J.C. Fujita     | -          | -          | -           | -          | 1         | 0         | 0           | 0          | 1        | 0      | 0           | 0          |
| A. Hountondji   | -          | -          | -           | -          | 1         | 0         | 0           | 0          | 1        | 0      | 0           | 0          |
| C. Metcalfe     | -          | -          | -           | -          | 1         | 0         | 0           | 0          | 1        | 0      | 0           | 0          |
| D. Nemeth       | -          | -          | -           | -          | 1         | 0         | 0           | 0          | 1        | 0      | 0           | 0          |
| L. Oppie        | -          | -          | -           | -          | 1         | 0         | 0           | 0          | 1        | 0      | 0           | 0          |
| M. Pereira Lage | -          | -          | -           | -          | 1         | 0         | 0           | 0          | 1        | 0      | 0           | 0          |
| A. Pyrka        | -          | -          | -           | -          | 1         | 0         | 0           | 0          | 1        | 0      | 0           | 0          |
| L. Ritzka       | -          | -          | -           | -          | 1         | 0         | 0           | 0          | 1        | 0      | 0           | 0          |
| M. Saliakas     | -          | -          | -           | -          | 1         | 0         | 0           | 0          | 1        | 0      | 0           | 0          |
| J. Sands        | -          | -          | -           | -          | 1         | 0         | 0           | 0          | 1        | 0      | 0           | 0          |
| D. Sinani       | -          | -          | -           | -          | 1         | 0         | 0           | 0          | 1        | 0      | 0           | 0          |
| E. Smith        | -          | -          | -           | -          | 1         | 0         | 0           | 0          | 1        | 0      | 0           | 0          |
| N. Vasilj       | -          | -          | -           | -          | 1         | 0         | 0           | 0          | 1        | 0      | 0           | 0          |
| H. Wahl         | -          | -          | -           | -          | 1         | 0         | 0           | 0          | 1        | 0      | 0           | 0          |